# Skeppsås församling
Skeppsås församling var en församling i Linköpings stift inom Svenska kyrkan i Mjölby kommun i Östergötlands län. Församlingen uppgick 2010 i Skänninge församling.
Församlingskyrka var Skeppsås kyrka.
År 2006 fanns i församlingen 174 invånare.

## Administrativ historik

församling vapen

Församlingen har medeltida ursprung. 
Församlingen utgjorde under medeltiden ett eget pastorat, var därefter till 1 maj 1928 moderförsamling i pastoratet Skeppsås och Älvestad. Församlingen var mellan 1 maj 1928 och 1962 annexförsamling i pastoratet Fornåsa, Lönsås, Skeppsås och Älvestad. Från 1962 till 1974 var den annexförsamling i pastoratet Normlösa, Vallerstad, Skeppsås och Älvestad samt från 1974 till 2008 annexförsamling i pastoratet Skänninge, Allhelgona, Bjälbo, Järstad, Normlösa, Vallerstad och Skeppsås. Den 1 januari 2010 uppgick församlingen i Skänninge församling.
Församlingskod var 058609.

## Kyrkoherdar
Lista över kyrkoherdar. Prästbostaden låg vid Skeppsås kyrka.
| Ämbetstid | Namn                           | Levnadstid | Övrigt   |
| --------- | ------------------------------ | ---------- | -------- |
| 1408      | Magnus                         |            |          |
| 1520–1530 | Birgerus Clavidi               |            | Curatus. |
| 1536–1550 | Petrus                         | Död 1550   |          |
| 1582–1592 | Sveno Cnattingius              | 1555–1592  |          |
| 1593–1603 | Johannes Eld                   | 1561–1603  |          |
| 1604–1628 | Matthias Erici (Angermannus)   | –1643      | Prost.   |
| 1628–1654 | Ericus Laurentij (Tollstadius) | –1654      |          |
| 1656–1674 | Petrus Johannis (Lincopensis)  | –1674      |          |
| 1676–1682 | Nicolaus Gothzelius            | 1613–1682  |          |
| 1684–1693 | Samuel Celsing                 | 1634–1693  |          |
| 1695–1733 | Petrus Knoop                   | 1655–1733  |          |
| 1733-1737 | Laurentius Bergner             | 1670–1737  |          |
| 1738–1757 | Johan Redelius                 | 1690–1757  |          |
| 1758–1763 | Jonas Bergner                  | 1710–1763  |          |
| 1763–1787 | Petrus Nygren                  | 1708–1787  | Prost.   |
| 1789–1808 | Johan Fogelstrand              | 1740–1808  | Prost.   |
| 1810–1816 | Carl Bergvall                  | 1753–1816  |          |
| 1818–1826 | Anders Ekenberg                | 1767–1826  |          |
| 1829–1849 | Per David Widegren             | 1784–1849  | Prost.   |
| 1851–1876 | Claës Germundsson Westling     | 1805–1876  | Prost.   |
| 1878–1895 | Alfred Bernhard Moselius       | 1825–1895  |          |
| 1896–1910 | Johan Albert Ekdal             | 1838–1910  |          |
| 1911–     | Karl Henning Magnell           | 1867–      |          |

## Klockare och organister
| Ämbetstid | Namn                    | Levnadstid | Kommentarer             |
| --------- | ----------------------- | ---------- | ----------------------- |
|           | Anders Björnsson        | –1713      | Klockare                |
|           | Per Henningsson         | –1744      | Klockare                |
| 1806–1807 | Magnus Olsson           | 1723–1807  | Klockare                |
| 1803–1807 | Anders Stendal          | 1769–      | Vice klockare           |
| 1807–1818 | Peter Berglund          | 1770–1818  | Klockare                |
| 1821–1825 | Anders Peter Kjellander | 1796–      | Klockare                |
| 1825–1852 | Carl Adam Broman        | 1796–1863  | Klockare                |
| 1848–1851 | Carl August Andersson   | 1826–1899  | Klockare och skollärare |
| 1851–1855 | Sven August Kinnander   | 1824–1855  | Klockare och skollärare |
| 1855–1875 | Carl Peter Funke        | 1831–1875  | Kantor och organist     |
| 1876–1906 | Fingal Vidén            | 1850–1927  | Klockare och skollärare |
| 1905–1906 | David Alfred Schelin    | 1883–      | Klockare och skollärare |
| 1906–1910 | Ejnar Strand            | 1885–1952  | Klockare och skollärare |
| 1910–1921 | Oskar Olsson            | 1888–1924  | Klockare och skollärare |
| 1922–1963 | Emeric Karlsson Dalgard | 1900–1965  |                         |